# 北部ハイブッシュ系

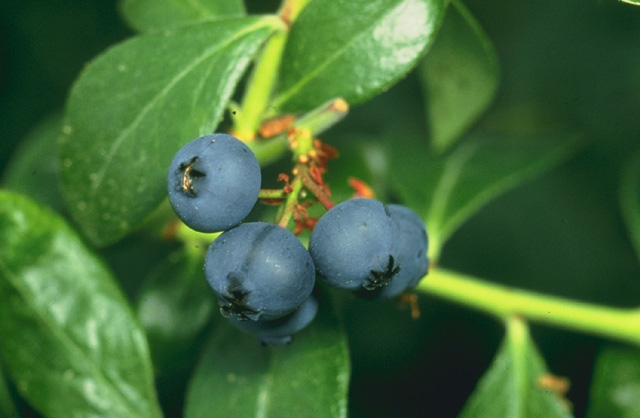

北部ハイブッシュ系（Northernhighbush blueberry）とは、ブルーベリーの系統の一つ。

## 概要
果実の品質が高いことが特徴だが、果実の完熟を見分けることは難しい。早熟の品種は酸味が少なく、晩熟の品種は酸味が多い傾向がある。日本へは1951年に導入されたが、民間で栽培が開始するまで20年の月日を有した。背景としては、日本の環境や当時の日本の技術では栽培が困難であったことが推定されている。現在では普及し、長野県や群馬県などが産出地となっている。
著名な品種としては、1960年にアメリカが栽培推奨品種に制定した、コビル、バークレイ、ブルークロップ、ハーバート、アーリーブルー、ブルーレイ、コリンズの「七大品種」が有名である。